# Смілодекти
Смілодекти (лат. Smilodectes) — вимерлий рід приматів з еоцену Північної Америки (існували близько 55-50 млн років тому). Близькі до предків сучасних лемуроподібних приматів і відображають ранню стадію їх еволюції.
З просунутих ознак відзначається наявність заочноямкової дуги, а також розвинені хапальні пальці на передніх і задніх кінцівках, що свідчать про адаптацію до деревного способу життя. Череп невеликий, морда помірно довга.

## Види
В даний час[коли?] визнані три види: Smilodectes gracilis, Smilodectes gingerichi і Smilodectes mcgrewi.

## Фототека

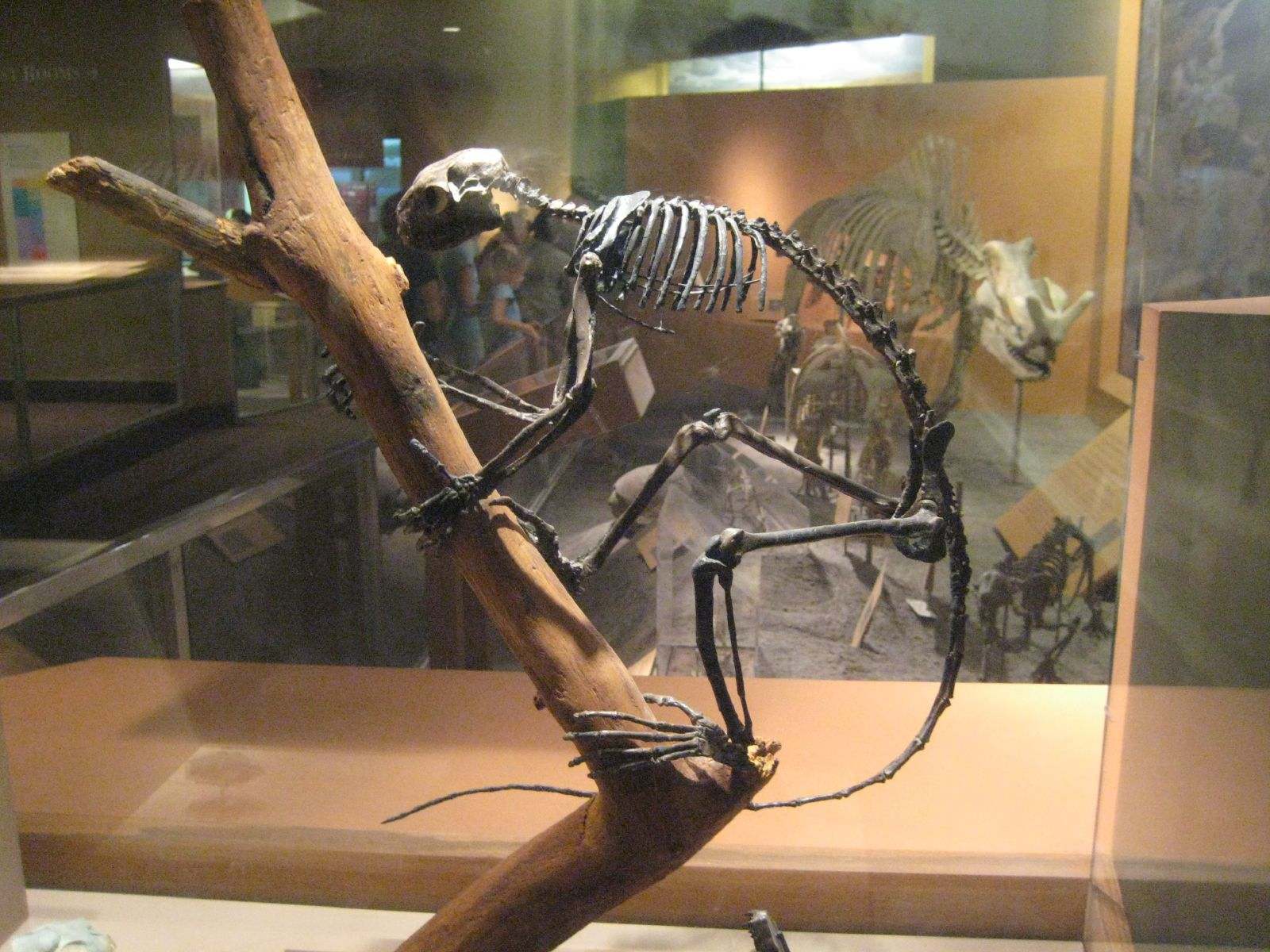
Скелет Smilodactes gracilis
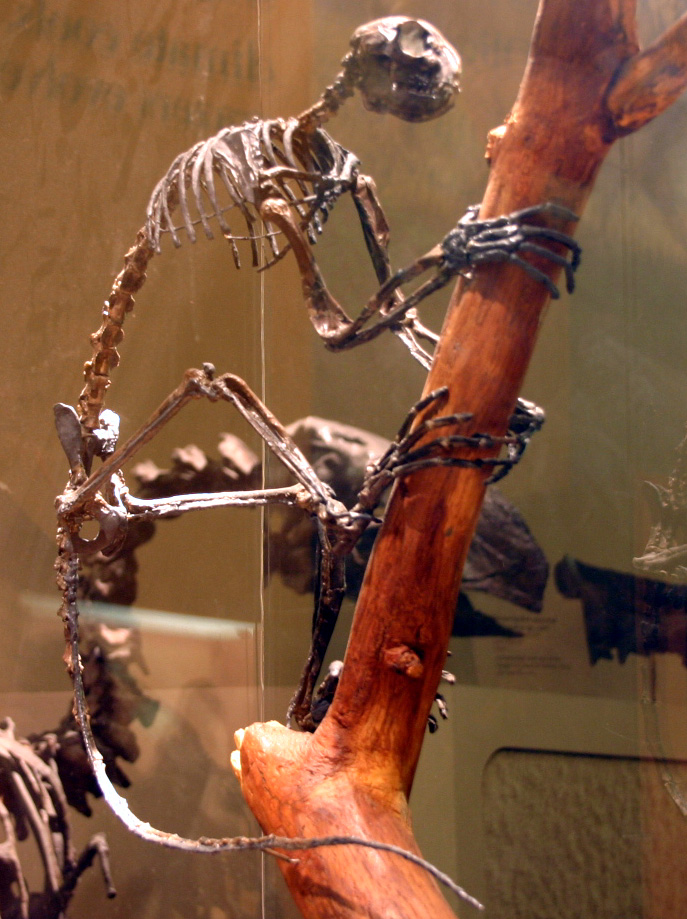
Скелет Smilodactes gracilis.

## Виноски
1. ↑  Кэрролл Р. Палеонтология и эволюция позвоночных. Т. 3. — М. — С. 31—35.